# 戈尔泽尼奥
戈尔泽尼奥（義大利語：Gorzegno），是意大利库内奥省的一个市镇。总面积13平方公里，人口341人，人口密度26.2人/平方公里（2009年）。ISTAT代码为004097。